# Шахова, Юлианна Юрьевна
Юлиа́нна Ю́рьевна Ша́хова (в девичестве Пацевич; род. 5 августа 1968, Архангельск) — российская телеведущая, журналистка, диктор, певица и композитор, актриса, педагог. Академик Международной академии ТВ и радио. Член Союза журналистов РФ. Член общественного совета Российского еврейского конгресса.

## Биография
Окончила Поморский государственный педагогический университет им. М. В. Ломоносова факультет иностранных языков — английский, немецкий, норвежский.
В юности занималась в молодёжном театре студии «Поиск», которым руководил её отец — академик РАЕН, профессор, д. м. н, Заслуженный работник культуры Российской Федерации Юрий Леонидович Пацевич.
После университета пошла по стопам матери — диктора высшей категории, заслуженного деятеля культуры России Беллы Моисеевны Пацевич (девичья фамилия Каплан). Была ведущей молодёжных программ Архангельского областного ТВ. После участия во Всероссийском фестивале была приглашена на работу в Москву на телевидение. Работала на ведущих телеканалах России.
В 1995 году пришла работать в дикторский отдел на РТР. В 1996 году, после закрытия дикторского отдела на РТР осталась на телеканале вместе с ещё двумя дикторами для начитки закадровых анонсов.
В том же году переходит на НТВ работать ведущей программы «Времечко» вместе со Львом Новожёновым.
С сентября 1997 по ноябрь 2002 года — ведущая программы «Сегоднячко» вместе со Львом Новожёновым. Изначально программа выходила на телеканале НТВ, в сентябре 2000 года она перешла на ТНТ.
С марта по июнь 2003 года работала на телеканале ТВС ведущей программы «Любовные истории». Покинула программу одновременно с закрытием телеканала ТВС в июне 2003 года — на «Первом канале», куда передача перешла с закрывшегося Шестого, приняли решение выпускать её без ведущей в кадре.
С осени 2003 года — ведущая всероссийской телевизионной лотереи «ТВ Бинго-Шоу» на телеканале «Россия».
С 2004 по 2005 год — ведущая криминальной программы «Цена любви» на ТНТ. Затем, в разное время — ведущая программы «День веков. Хронограф» на телеканале «365 дней ТВ». Также работала на телеканале «Доверие».
Неоднократно вела ТВ-фестивали и конкурсы, участвовала в церемонии награждения премией ТЭФИ.
Снималась в рекламе оптики, стоматологии, голландской одежды, Head & Shoulders, Samsung и пр.
Выпустила сборник стихов «Фортиссимо любви». В тандеме с отцом, Юрием Пацевичем, был выпущен альбом авторских песен и романсов «Струны ласкают».
Продолжением творческого пути стал музыкальный спектакль «Фортиссимо любви», премьера которого состоялась 17 ноября 2009 года в Театральном зале Московского международного дома музыки. В программе звучат авторские сочинения актрисы, русские и цыганские романсы, песни, поэзия и проза о любви, скрипичные пьесы Паганини, Крейслера, Брамса, Сарасате, Венявского, Бартока, де Фалья, Равеля.
На театральной сцене приняла участие в спектакле Театра Луны «КАКаиновый конгресс Фрейда». Постановку спектакля осуществила Театральная компания Евгения Герчакова.
С 2008 года преподавала курс «Мастерство телеведущего» в МИТРО — школе телевидения «Останкино».

## Личная жизнь
- Первый муж — Виталий Шахов[7][20]
- Дочь — Екатерина Шахова[7]

Вместе со своим третьим мужем, скрипачом Авнэром Вэриусом, 20 ноября 2021 года

- Второй муж Денис, по профессии — дизайнер
- Двоюродный дядя — Александр Буйнов
- Третий муж (с 2020) — скрипач Авнэр Вэриус[21].

## Дискография
- «Струны ласкают»

## Фильмография
роли в кино
- 2007—2008 — Принцесса цирка — колдунья